# Parigi-Roubaix 1912
La Parigi-Roubaix 1912, diciassettesima edizione della corsa, fu disputata il 7 aprile 1912, per un percorso totale di 266 km. Fu vinta dal francese Charles Crupelandt giunto al traguardo con il tempo di 8h30'30" alla media di 31,294 km/h davanti ai connazionali Gustave Garrigou e Maurice Leturgie.
I ciclisti che tagliarono il traguardo di Roubaix furono 70.

## Ordine d'arrivo (Top 10)
| Pos. | Corridore          | Squadra        | Tempo    |
| ---- | ------------------ | -------------- | -------- |
| 1    | Charles Crupelandt | La Française   | 8h30'30" |
| 2    | Gustave Garrigou   | Alcyon-Dunlop  | s.t.     |
| 3    | Maurice Leturgie   | Automoto       | s.t.     |
| 4    | Octave Lapize      | La Française   | s.t.     |
| 5    | Odiel Defraye      | Alcyon-Dunlop  | s.t.     |
| 6    | Jules Masselis     | Alcyon-Dunlop  | s.t.     |
| 7    | Charles Deruyter   | Peugeot-Wolber | s.t.     |
| 8    | Joseph van Daele   | JB Louvet      | a 6'00"  |
| 9    | Eugène Platteau    | -              | s.t.     |
| 10   | Paul Deman         | -              | s.t.     |